# Jardim do Palácio de Buckingham

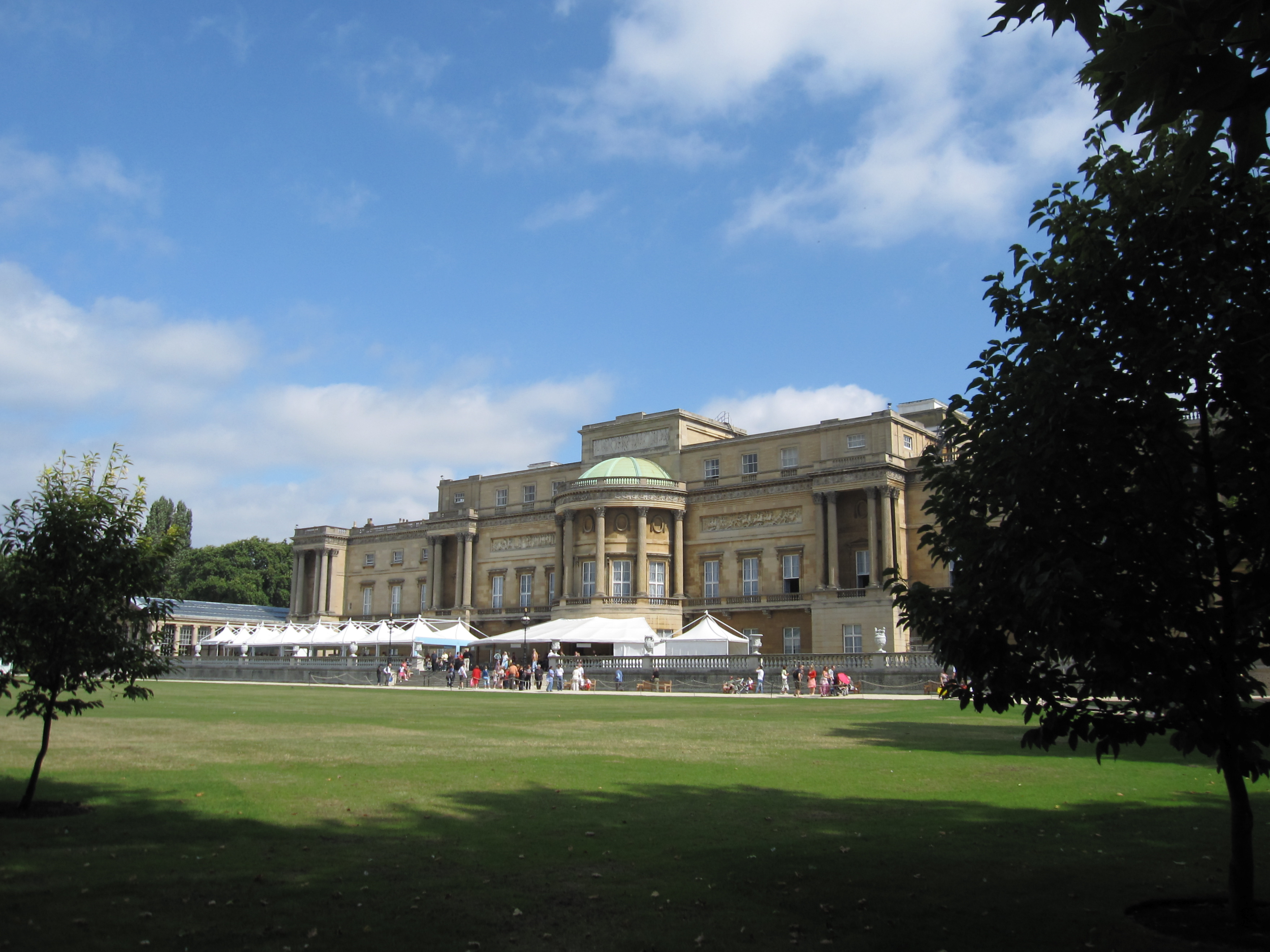
Jardim do Palácio de Buckingham.

O Jardim do Palácio de Buckingham é um grande parque privado ligado à residência londrina da monarca. Ele está situado na parte traseira (oeste) do Palácio de Buckingham, ocupando um local de 42 acres (17 ha) na cidade de Westminster, e tem duas milhas e meia de caminhos de cascalho. Sua área é limitada por Constitution Hill ao norte, Hyde Park Corner a oeste, Grosvenor Place a sudoeste, e Royal Mews, Queen's Gallery e o próprio Palácio de Buckingham ao sul e ao leste.
Os jardins são classificados como Grade II * no Registro de Parques e Jardins Históricos. O plantio é variado e exótico, com uma amoreira que remonta ao tempo de Jaime I da Inglaterra. O jardim cobre grande parte da área do antigo Goring Great Garden, em homenagem a Lord Goring, ocupante de uma das primeiras grandes casas do local. Foi apresentado por Henry Wise e posteriormente redesenhado por William Townsend Aiton para Jorge IV. As características notáveis incluem um grande lago do século 19 que já foi agraciado por um bando de flamingos, e o Waterloo Vase. No jardim há uma casa de veraneio, um heliporto e uma quadra de tênis.

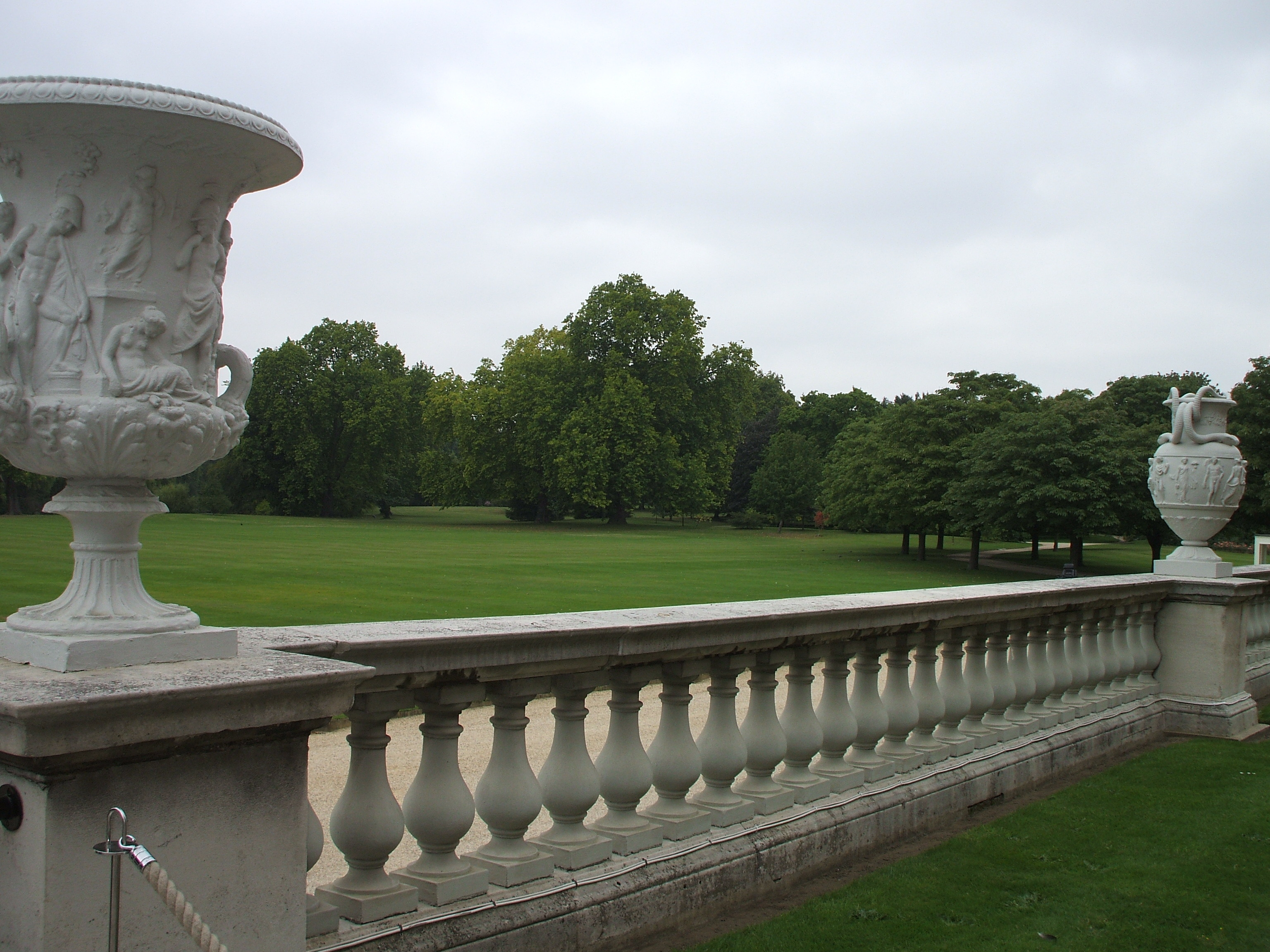
Vasos decorativos no topo de uma balaustrada na face oeste do Palácio de Buckingham

Ao contrário dos Parques Reais de Londres, o Jardim do Palácio de Buckingham geralmente não é aberto ao público. No entanto, quando o palácio está aberto durante agosto e setembro, os visitantes têm acesso a parte do jardim, que forma a saída, através de uma loja de presentes em uma marquise, no final do passeio.
O jardim é onde as festas de jardim da rainha são realizadas. Em junho de 2002, ela convidou o público para o jardim para entretenimento pela primeira vez durante seu reinado. Como parte de seu Fim de Semana do Jubileu de Ouro, milhares de britânicos foram convidados a se candidatar a ingressos para o Party at the Palace, onde o guitarrista Brian May, da banda Queen, apresentou seu solo de guitarra God Save the Queen no topo do Palácio de Buckingham. Este concerto foi precedido na noite anterior por um Baile de Formatura no Palácio. Durante as comemorações do aniversário de 80 anos da Rainha em 2006, o jardim foi palco da Festa das Crianças no Palácio.

## Paisagismo, lago e obras de arte
O projeto da paisagem era da Capability Brown, mas o jardim foi redesenhado na época da reconstrução do palácio por William Townsend Aiton, do Kew Gardens, e John Nash. O grande lago artificial foi concluído em 1828 e é abastecido com água pelo Lago Serpentine, no Hyde Park.
De acordo com guias turísticos do Palácio, o jardim é mantido por cerca de oito jardineiros a tempo inteiro, com dois ou três funcionários em tempo parcial. As árvores incluem o avião, a castanha indiana, o bordo prateado e um cipreste pantanoso. No canto sudoeste, há uma única amoreira sobrevivente da plantação instalada pelo rei Jaime I da Inglaterra quando ele tentou, sem sucesso, criar bichos-da-seda no Mulberry Garden, no sítio do Palácio de Buckingham. (Este não era o local do jardim de hoje; estava localizado mais perto do Green Park.)

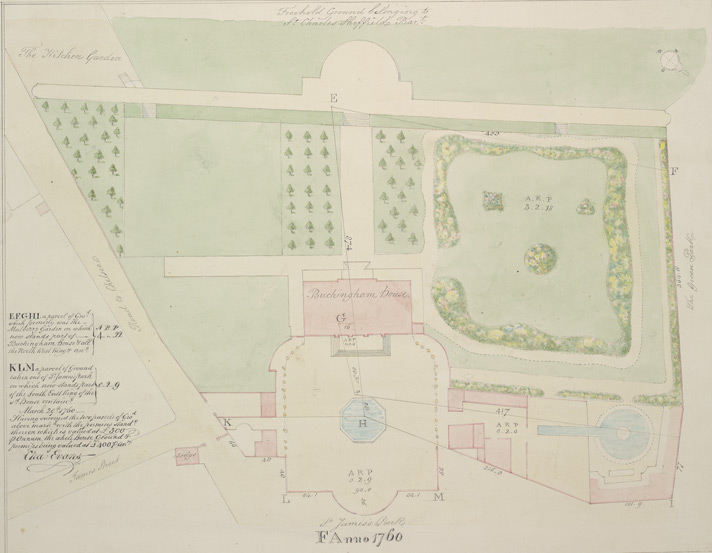
Os fundamentos da Buckingham House em 1760, o futuro local do Palácio de Buckingham, mostrando o canal ornamental (veja a seção abaixo) correndo para o oeste, ladeado por árvores.

Como o palácio, o jardim é rico em obras de arte. Um dos mais notáveis é o Waterloo Vase, a grande urna encomendada por Napoleão para comemorar suas esperadas vitórias, que em 1815 foi apresentada inacabada ao Príncipe Regente. Depois que o rei teve a base concluída pelo escultor Richard Westmacott, com a intenção de ser o ponto focal da nova câmara de Waterloo no Castelo de Windsor, foi julgado ser muito pesado para qualquer andar (a 15 pés (4,6 m) de altura e pesando 15 toneladas). A National Gallery, a quem foi apresentada, finalmente retornou em 1906 ao soberano Eduardo VII. O rei Eduardo então resolveu o problema colocando o vaso no jardim, onde agora permanece.
Também no jardim há uma pequena casa de veraneio atribuída a William Kent (por volta de 1740), um heliporto e uma quadra de tênis onde Björn Borg, John McEnroe e Steffi Graf jogaram.
O jardim é regularmente inspecionado por membros do pessoal do Museu de História Natural, e ocasionalmente visitado pelos cisnes da rainha.

## Festas de jardim

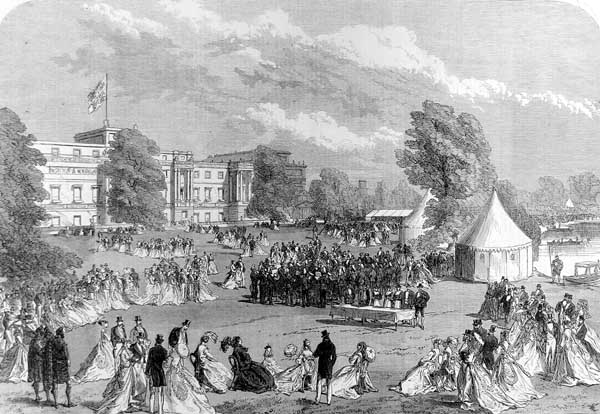
Uma festa no jardim do Palácio de Buckingham em 1868.

O jardim é o cenário para as muitas festas do Royal Garden realizadas pela Rainha a cada verão. No entanto, os hóspedes, enquanto numerosos e de todas as estações da vida, são geralmente aqueles que ocupam uma posição pública, ou que são de algum interesse nacional. Em 2008, três partidos foram nomeados para membros do público; e quatro partidos para o Centenário da Carta Real à Cruz Vermelha Britânica, o Exército Territorial, a Associação "Não Esquecidos" e para os participantes da Conferência de Lambeth.
Os convidados tomam chá e sanduíches em marquises erguidas no jardim. Enquanto uma banda militar toca o hino nacional, a rainha emerge da sala de proa e, lentamente, processa as fileiras de convidados reunidos em direção à sua tenda de chá particular, cumprimentando os previamente selecionados para a honra.

## Big Royal Dig
O jardim do Palácio de Buckingham foi um dos três locais reais escavados entre 25 e 28 de agosto de 2006 pela Time Time de arqueólogos liderados por Tony Robinson. Os resultados foram televisionados, com algumas transmissões ao vivo.
Cronometrado para ajudar a celebrar o 80º aniversário da rainha Isabel II, marcou a 150ª escavação da Time Team. Pela primeira vez, a rainha deu permissão para cavar trincheiras no terreno do Palácio de Buckingham, no Castelo de Windsor e no Palácio de Holyroodhouse, em Edimburgo. O Big Royal Dig é um exemplo da Rainha abrindo suas casas para um maior acesso ao público, como fez durante o seu Fim de Semana do Jubileu de Ouro em 2002 e ao longo de 2006 por seu 80º aniversário.
Os arqueólogos tiveram uma oportunidade sem precedentes para investigar a geofísica e a história de três residências reais durante um período de quatro dias, com equipes trabalhando simultaneamente nos três locais.

### Canal ornamental de Henry Wise para Buckingham House
Buckingham House, um precursor do palácio, foi construído em 1703 pelo duque de Buckingham.
Os arqueólogos conseguiram descobrir o canal ornamental original, construído por Henry Wise, que corria para oeste, a partir da Frente Oeste da Casa de Buckingham. (Uma carta contemporânea sobrevivente do Duque de Buckingham para o Duque de Shrewsbury foi fundamental para determinar as dimensões do canal e, portanto, o local para a escavação.) O canal ornamental era o destaque do jardim, descendo diretamente por fileiras de árvores. . O parterre perto da casa era ladeado por jardins formais que continuavam como uma fileira de árvores margeando o canal. As pessoas sentadas nos quartos mais grandiosos no meio da casa teriam desfrutado de uma vista mais agradável.

### O jardim durante a Guerra Civil Inglesa
Durante a Guerra Civil (1642-1651), Londres foi o centro militar parlamentarista de Oliver Cromwell, o apoio realista a Carlos I foi baseado em Oxford. Goring Great Garden, como era então o jardim, era o cenário da terraplanagem defensiva do parlamentar - uma situação cuja ironia Tony Robinson saboreou, dada a atual propriedade real. Antecipando alguns achados ricamente embaraçosos, a cobertura televisiva contou com uma reconstituição de uma marcha Roundhead (isto é, republicana) no grande gramado.

### Outras descobertas
Robinson esperava descobrir evidências de fortificações parlamentares e um reduto da Guerra Civil no jardim, mas, no evento, nenhum vestígio de defesas parlamentares da Guerra Civil foi encontrado. No entanto, houve uma série de descobertas do século XVII, incluindo um possível botão do uniforme da Guerra Civil, um cachimbo de barro e uma ficha comercial do século XVII, possivelmente do pub The Swan on the Strand.
Além disso, foram descobertas evidências do rio Tyburn, que ainda corre abaixo do palácio. Outros objetos encontrados incluem um brinco de diamante, datado da Era Vitoriana, e uma lâmina de sílex mesolítica de 6.000 anos de idade.